# Grand Theft Auto: The Trilogy - The Definitive Edition
Grand Theft Auto: The Trilogy - The Definitive Edition è la rimasterizzazione di tre videogiochi avventure dinamiche della serie Grand Theft Auto sviluppata da Grove Street Games e pubblicata da Rockstar Games. La trilogia, originariamente sviluppata dalla Rockstar North, è composta da Grand Theft Auto III (2001), Grand Theft Auto: Vice City (2002) e Grand Theft Auto: San Andreas (2004). Sono uscite versioni per Microsoft Windows, Nintendo Switch, PlayStation 4, PlayStation 5, Xbox One e Xbox Series X/S l'11 novembre 2021.

## Modalità di gioco
Grand Theft Auto: The Trilogy – The Definitive Edition contiene tre videogiochi della serie: Grand Theft Auto III (2001), Grand Theft Auto: Vice City (2002), e Grand Theft Auto: San Andreas (2004). Si tratta di avventure dinamiche giocate da una prospettiva in terza persona in cui il videogiocatore completa missioni in scenari lineari con obiettivi prefissati per progredire nella storia, ma al di fuori di tali missioni vi è un gameplay non lineare in cui si può girovagare liberamente per il vasto mondo di gioco "open world" e completare missioni opzionali. Alcune aree dei giochi vengono rese disponibili solo se il videogiocatore procede nella storia principale. Grand Theft Auto III è ambientato a Liberty City, palesemente e pesantemente ispirata a New York, e composta da tre isole: Portland, Staunton Island e Shoreside Vale; il protagonista silenzioso del gioco (non pronuncia mai una sola parola) è Claude che, tradito dalla sua fidanzata durante una rapina, si imbarca in una ricerca di vendetta che lo conduce attraverso un mondo di crimine, droghe, guerra tra gang rivali e corruzione. Vice City è ambientato nel 1986 a Vice City, città basata su Miami,  e ha come protagonista il mafioso italoamericano Tommy Vercetti. Infine, San Andreas ha per protagonista Carl "CJ" Johnson ed è ambientato nel fittizio stato americano di San Andreas, costituito da tre città principali: Los Santos (basata su Los Angeles), San Fierro (San Francisco) e Las Venturas (basata su Las Vegas), con foreste, deserti e piccoli centri abitati rurali nel mezzo.

## Sviluppo
Nell'agosto 2021 un rapporto pubblicato su Kotaku riportò la notizia che la Rockstar Games stava sviluppando una trilogia rimasterizzata di tre titoli della serie Grand Theft Auto: Grand Theft Auto III, Vice City e San Andreas. Secondo queste prime indiscrezioni il progetto era guidato da Rockstar Dundee (ma si è rivelato poi essere sviluppato esclusivamente da Grove Street Games) e sarebbe stato utilizzato il motore grafico Unreal Engine. Nel mese di settembre dello stesso anno il Game Rating and Administration Committee della Corea del Sud assegnò alla trilogia una classificazione, confermando implicitamente le voci di corridoio sull'imminente annuncio ufficiale. Le speculazioni dei media sul gioco continuarono fino ai primi giorni di ottobre in cui un aggiornamento del Rockstar Games Launcher inclusi dati relativi al gioco, compresi loghi, bozzetti artistici e achievement dei giochi.
L'8 ottobre 2021 la Rockstar annunciò ufficialmente la Grand Theft Auto: The Trilogy – The Definitive Edition, in coincidenza del 20º anniversario del rilascio originale di Grand Theft Auto III, per Microsoft Windows, Nintendo Switch, PlayStation 4, PlayStation 5, Xbox One e Xbox Series X/S nel 2021, e per dispositivi Android e iOS nella prima metà del 2022. The Definitive Edition ha rimpiazzato i tre giochi nei distributori virtuali. Secondo Rockstar, il gioco "comprende grandi miglioramenti grafici e un ammodernamento del gameplay per tutti e tre i titoli, senza inficiare il loro stile classico e inconfondibile e la loro atmosfera".
Due giorni dopo la sua uscita, è stato rimosso dalla vendita per la rimozione di alcuni file di dati che, secondo quanto dichiarato da Rockstar, sono stati involontariamente inclusi nelle nuove versioni di questi giochi; è stato aggiunto nuovamente pochi giorni dopo.
A dicembre 2023, la trilogia è entrata a far parte dell'offerta degli abbonati a Netflix.

## Accoglienza
| Testata                          | Versione | Giudizio |
| -------------------------------- | -------- | -------- |
| Metacritic (media al 26-02-2022) | PS5      | 61/100   |
| Metacritic (media al 26-02-2022) | XBX/S    | 59/100   |
| Everyeye.it                      | -        | 6/10     |
| Hardcore Gamer                   | PS5      | 3/5      |
| Jeuxvideo.com                    | PS5      | 14/20    |
| Jeuxvideo.com                    | XBX/S    | 14/20    |
| Multiplayer.it                   | PS5      | 6,5/10   |
| Nintendo Life                    | NSW      | 4/10     |

La Definitive Edition ha ricevuto "recensioni contrastanti o medie" per PlayStation 5 e Xbox Series X/S, secondo l'aggregatore di recensioni Metacritic, basate rispettivamente su undici e quattro recensioni di critici professionisti. Jordan Middler di Video Games Chronicle ha descritto la raccolta come "lontana dall'essere 'definitiva'", e Chris Shive di Hardcore Gamer ha scritto che "questi giochi sono tutti capolavori e come tali meritano una raccolta migliore di questa". Jerome Joffard di Jeuxvideo.com ha ritenuto che i giochi mantenessero il loro fascino originale e la sensazione di libertà.
La testata giornalistica online italiana Multiplayer.it ha evidenziato i gravi problemi tecnici e grafici e come alcuni PNG siano «inguardabili», pur riconoscendo che «metà restyling funziona molto bene», soprattutto per quanto riguarda GTA III:
Il sito web Everyeye.it, pur tenendo conto delle migliorie apportate ai titoli originali, ha fatto fatica a considerare la Definitive Edition come un prodotto adatto alle nuove generazioni di giocatori, notando come, in questo senso, la proposta di Rockstar rappresenti un po' «un'occasione sprecata», considerando anche il «prezzo di listino che, in tutta onestà, sembra un po' eccessivo»: